# شادی مادر
شادی مادر (انگلیسی: Mother's Joy) یک فیلم کمدی صامت آمریکایی است که در سال ۱۹۲۳ منتشر شد.

## بازیگران
- استن لورل
- جیمز فینلیسون
- می دالبرگ
- چارلی هال
- گلن تراین
- اینا گرگوری
- هلن گیلمور
- جرج رو
- ارل موهان